# ЕКВ
ЕКВ — експериментальний танк КВ з електричною трансмісією. Зусиллями Військової академії механізації та моторизації імені Сталіна, заводів № 627, ЧКЗ, «Електросила» та «Динамо» на підставі постанови ЦК ВКП(б) та РНК від 07.04.1941 виготовили танк ЕКВ. У жовтні 1940 року у ВАММ РККА, під керівництвом начальника кафедри танків, військового інженера першого рангу Груздєва Н. І., розпочали розробку електромеханічної трансмісії.
Застосування електромеханічної трансмісії на танку давало змогу: покращити тягові характеристики; покращити поворотність танка завдяки безперервному регулюванню різниці швидкостей гусениць; зменшити витрату палива; завдяки електродинамічному гальмування покращити гальмівну характеристику.

## Розробка
У вересні 1941 року було виконано технічний проект танка ЕКВ, тоді завод «Динамо» почав виготовляти агрегати електричної трансмісії. До січня 1943 року роботи зі створення агрегатів трансмісії було виконано лише на 60%. Такі затримки пов'язані з передислокацією академії та евакуацією заводів. У лютому 1943 року завершення робіт перенесли на заводів №627 до Москви.
Важкий танк КВ-1 зразка 1941 був використаний як база для виготовлення танка ЕКВ. Головні відмінності від базової моделі полягали у встановленні електромеханічної трансмісії (на КВ-1 стояла механічна), а також башті з озброєнням (аналогічна конструкція використовувалася на танку КВ-1с ). Загальне компонування машини мало класичну схему.

## Випробування
Випробування дослідного зразка танк ЕКВ було проведено у грудні 1944 року на науково-дослідному випробувальному полігоні. Танк не був прийнятий на озброєння РСЧА у зв'язку з конструкційними недоліками. Однак, досвід отриманий при його розробці використовувався при проектуванні електромеханічних трансмісій важких танків ІС-6 та ІС-7.

## Конструкція танку

### Компонувальна схема
Сидіння механіка-водія та стрілка-радиста розташовувалися у відділенні управління. Крім приводів керування рухом танка, у відділенні управління розміщувалися: радіостанція, повітряні балони, акумуляторні батареї, кулемет ДП та боєкомплект. У даху корпусу праворуч від механіка-водія було встановлено дзеркальний оглядовий прилад. У середині лобового броньового листа корпусу розміщувався оглядовий люк механіка-водія, який закривався броньовою кришкою з оглядовою щілиною з триплексом. Перед стрільцем-радистом у лобовому листі розташовувалась кульова опора для встановлення лобового кулемета. Над робочим місцем стрілка-радиста у даху корпусу машини було зроблено люк, який закривався відкидною бронекришкою на внутрішній петлі для входу та виходу екіпажу, що розташовувався у відділенні управління. За сидінням механіка-водія у днищі корпусу був запасний люк для виходу.
Бойове відділення розташовувалося у башті та середній частині корпусу танка. У башті розміщувалася частина боєкомплекту, монтувалася гармата та кулемети. У відділенні управління ліворуч від гармати розміщувався навідник гармати, за ним- командир танка, що заряджає праворуч від гармати. Сидіння командира, що заряджає і навідника, кріпилися до башти. Вони оберталися разом із нею. Над робочим місцем командира, на даху башти, встановлювалася нерухома командирська башта, що мала п'ять оглядових перископічних приладів, що розташовувалися на її периметрі. У даху башти біля заряджаючого для спостереження вперед і бік корми танка монтувалося два дзеркальні оглядові прилади. У даху башти праворуч від командирської башти був вхідний люк, який зачинявся броньовою накривкою (кришкою) на петлі. Уздовж бортів бойового відділення встановлювалися паливні та масляні баки. На днищі — обертальний контактний пристрій і основна частина боєвкладання.
Двигун розташовувався за бойовим. Відділення поділялися перегородкою. На підмоторній рамі в моторному відділенні вздовж поздовжньої осі машини встановлювалися двигун, уздовж бортів масляний і водяні радіатори і два комбіновані очищувачі повітря. Трансмісійне відділення знаходилося в кормовій частині танка та відокремлювалося від моторного перегородкою. У ньому розміщувалися агрегати електротрансмісії та апаратура управління.

### Броньовий корпус та башта
Бронезахист танка - протиснарядна, диференційована броня. Конструкція корпусу танка ЕКВ не відрізнялася від конструкції корпусу КВ-1 зразка 1941 року. Виняток становили дах над трансмісійним відділенням, кришки люків зміни в якій були виконані у зв'язку з монтажем агрегатів та вузлів електротрансмісії, а також бортові листи у зв'язку із встановленням нових бортових редукторів.
Броньові плити лобової частини машини встановлювалися під раціональними кутами нахилу. Лобова частина башти з амбразурою для зброї, утворена перетином чотирьох сфер, відливалася окремо і зварювалася з рештою бронедеталей башти. Маска зброї була за формою циліндричного сегменту з гнутої катаної бронеплити і мала три отвори - для гармати, спареного кулемету та прицілу. Башта встановлювалася на погон діаметром 1535 мм у броньовому даху бойового відділення.

### Двигун
Тягові електродвигуни постійного струму ДК-301В встановлювалися поперек корпусу і приєднувалися паралельно-послідовно до клем генератора за допомогою контакторів залежно від положення руків'я контролера. Шестиполюсні електродвигуни мали незалежну та серіісну обмотки збудження. На незалежну обмотку збудження напруга подавалась від акумуляторних батарей. Ця обмотка при електричному гальмуванні забезпечувала стійке збудження двигунів. Щоб зменшити розміри електродвигуна, збільшили частоту обертання якоря до 5000 об/хв. Тягові електродвигуни могли працювати у двох режимах: тривалому, який приблизно відповідав другої та третьої передач механічної трансмісії, і короткочасному, який відповідав максимальному моменту, що крутить, або максимальної швидкості. Основним режимом роботи електродвигунів був тривалий, який відповідав такому режиму роботи генератора (при одночасної роботі обох електродвигунів). Частота обертання якоря за тривалої режимі становила 2400 оборотів на хвилину. У ланцюзі сила струму досягала 370 ампер. Швидкість важкого танка – 17,5 км/год. На валу електромотора максимальний момент, що крутить, при 40 об/хв становив 520 кгм. При цьому сила струму в ланцюзі сягала 2 тис. ампер. Для охолодження електродвигунів використовували вентилятори відцентрового типу. Вага кожного тягового електродвигуна та вентилятора дорівнювала 820 кг. 

### Озброєння
Основним озброєнням танка ЕКВ була 76,2-мм танкова гармата ЗІС-5. Зброя встановлювалося у башті на цапфах і було повністю врівноважене. Кути вертикального наведення гармати ЗІС-5 складали від -5 до +25 градусів. Постріл робився за допомогою електроспуску або ручного механічного спуску. Боєкомплект гармати складав 114 пострілів. На танку ЕКВ було встановлено три кулемети ДП калібру 7,62 мм: один спарений зі зброєю, а також кормовий і курсовий в кульових установках. Загальний боєкомплект кулеметів ДП складав 3000 набоїв. Дані кулемети встановлювалися таким чином, що у разі необхідності вони знімалися з установок і використовувалися поза танком.

### Трансмісія
До складу електромеханічної трансмісії входили: стартер-генератор ДК-502Б, постійно з'єднаний з дизелем В-2К за допомогою муфт, два тягові електродвигуни ДК-301В, два бортових редуктора і апаратура управління.

### Електрообладнання
Електрообладнання танка було виконано за однопровідною схемою, з напругою бортової мережі 24 В. У танку ЕКВ було встановлено чотири 12-вольтові акумуляторні батареї 6СТЕ-144, з'єднані послідовно-паралельно. Ємність усіх батарей становила 288 А/год. Заряджання акумуляторних батарей здійснювалася від двох генераторів ГТ-4563А (потужність кожного 1 кВт), що встановлювалися на дизелі.

### Засоби зв'язку
У носовій частині корпусу для зовнішнього зв'язку встановлювалася радіостанція 71-ТК-З. Внутрішній зв'язок здійснювався у вигляді танкових переговорних пристроїв ТПУ-4.

### Засоби пожежогасіння
Для гасіння пожежі використовувався тетрахлорний ручний вогнегасник, що розміщувався у башті танка ЕКВ.